# Сантана-да-Серра
Сантана-да-Серра (порт.  Santana da Serra) - фрегезия (район) в муниципалитете Орике округа Бежа в Португалии. Территория – 190,81 км². Население – 1139 жителей. Плотность населения – 6 чел/км².